# Greybull
Greybull ist ein Ort im Big Horn County im US-Bundesstaat Wyoming. Das U.S. Census Bureau hat bei der Volkszählung 2020 eine Einwohnerzahl von 1.651 ermittelt.

## Geographie
Der Ort bedeckt eine Fläche von 4,74 km² und liegt westlich der Bighorn Mountains am Bighorn River.

## Verkehr
Der Highway US14 trifft in Greybull auf die gebündelt verlaufenden Highways US16, US 20 und WYO789. Nördlich des Zentrums liegt ein Flughafen, der auch ein Flugzeugmuseum betreibt.